# Zoophthorus laticinctus
Zoophthorus laticinctus là một loài tò vò trong họ Ichneumonidae.